# Pád Konstantinopole
Pád Konstantinopole do rukou Osmanských Turků, v nějž vyústilo obležení z roku 1453 (trvalo od 2. dubna do 29. května), představuje definitivní zánik Byzantské říše a okamžik, kdy se Osmanská říše stala v Evropě velmocí ovládající Balkán a východní Středomoří. Bitva byla poměrně jednostrannou záležitostí. 
Byzantská říše byla v této době již jen tragickým zbytkem kdysi mocného impéria a byzantský císař, který ovládal pouze bezprostřední okolí svého města, byl před ní de facto vazalem tureckého sultána. Hlavní příčinou (nebo spíš záminkou) ukončení příměří mezi Osmany a Byzancí a finálního útoku Turků na město, byl osmanský princ Orhan Çelebi sídlící tou dobou v Byzanci. Sultán Murad II. posílal každoročně 3 000 zlatých do Byzance pro vydržování svého panství v okolí Strumy, kterou ale fakticky spravoval Orhan. V roce 1440 byl Orhan jediným následníkem na osmanský trůn, avšak v roce 1451 po smrti Murada nastoupil na trůn místo něj Muradův syn Mehmed II. Když se pak byzantský císař Konstantin XI. připomněl dopisem Mehmedovi, že má pokračovat v placení příslušné sumy s tím, že Orhan je jedním z dalších uchazečů o jeho trůn, Mehmed to pojal jako záminku k útoku na Konstantinopol.

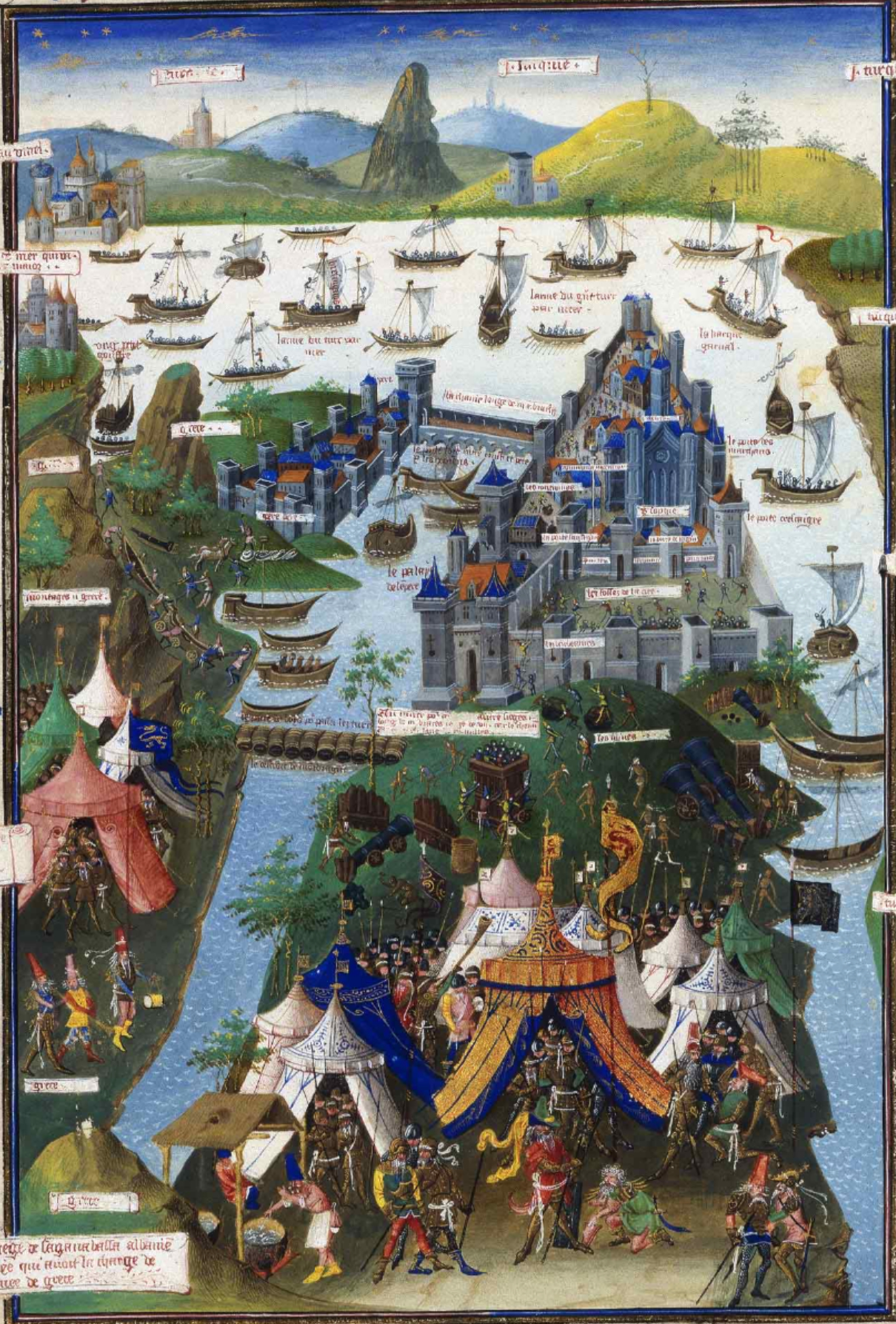
Francouzská miniatura obléhání Konstantinopole z 15. století

V srpnu 1452 dokončili Turci výstavbu Rumelijské pevnosti, a to i přesto, že se ji Byzantinci pokoušeli několikrát sabotovat, či minimálně zdržet. Nová pevnost na dohled od Zlatého rohu byla jasným symbolem neodvratnosti ofenzívy a obléhání. Císař proto nařídil zavřít brány a připravit se na úder. Konstantin XI. si byl vědom závažnosti situace a hlavně faktu, že se již sama Byzanc, již tvořila v podstatě jen samotná Konstantinopol a několik velmi vzdálených malých držav, sama neubrání. Císař se proto marně dožadoval pomoci ostatních křesťanských panovníků a nepomohlo mu, ani že přistoupil na formální obnovení jednoty pravoslaví s Římem (tzv. Florentskou unii). Tvrdil, že jako v dobách silné Byzance, kdy se podařilo Araby zatlačit s pomocí křížových výprav, by nyní podobná akce dokázala zastavit mnohem agresivnější Turky. Celkem připlulo z italských středomořských států jen několik galér a oddíl žoldnéřů pod vedením slavného janovského kapitána Giustinianiho. Giustinianiho 700 mužů představovalo velice cennou pomoc, ale sami o sobě nemohli stačit. Také Orhan se dobrovolně účastnil obrany města, spolu s tureckými přeběhlíky. Nechal postavit další hradby okolo moře; ty však Turci také zbourali, když pronikli do města.
Navzdory naprosto nedostatečnému počtu obránců vzdorovala Konstantinopol poměrně dlouho, což svědčí jak o urputné obraně, tak o kvalitě konstantinopolského opevnění. Nakonec však Turci přece jen pronikli za hlavní hradby. Stalo se tak poté, co byl Giustiniani raněn a opustil své stanoviště na hradbách, což obránce silně demoralizovalo. Konstantin zahynul krátce po pádu hradeb za bojů uvnitř města a jeho smrt definitivně zlomila odpor byzantských vojáků, kteří tak přišli krátce po sobě o oba hlavní velitele. Giustinianiho odvezli jeho muži na poslední chvíli na jedné z galér, ale v červnu zemřel na následky zranění (patrně na sněť). Orhan se snažil utéct v převleku za řeckého mnicha, ale byl zajat a popraven.

## Galerie

Byzantská říše roku 1450 (fialově), těsně před svým koncem.
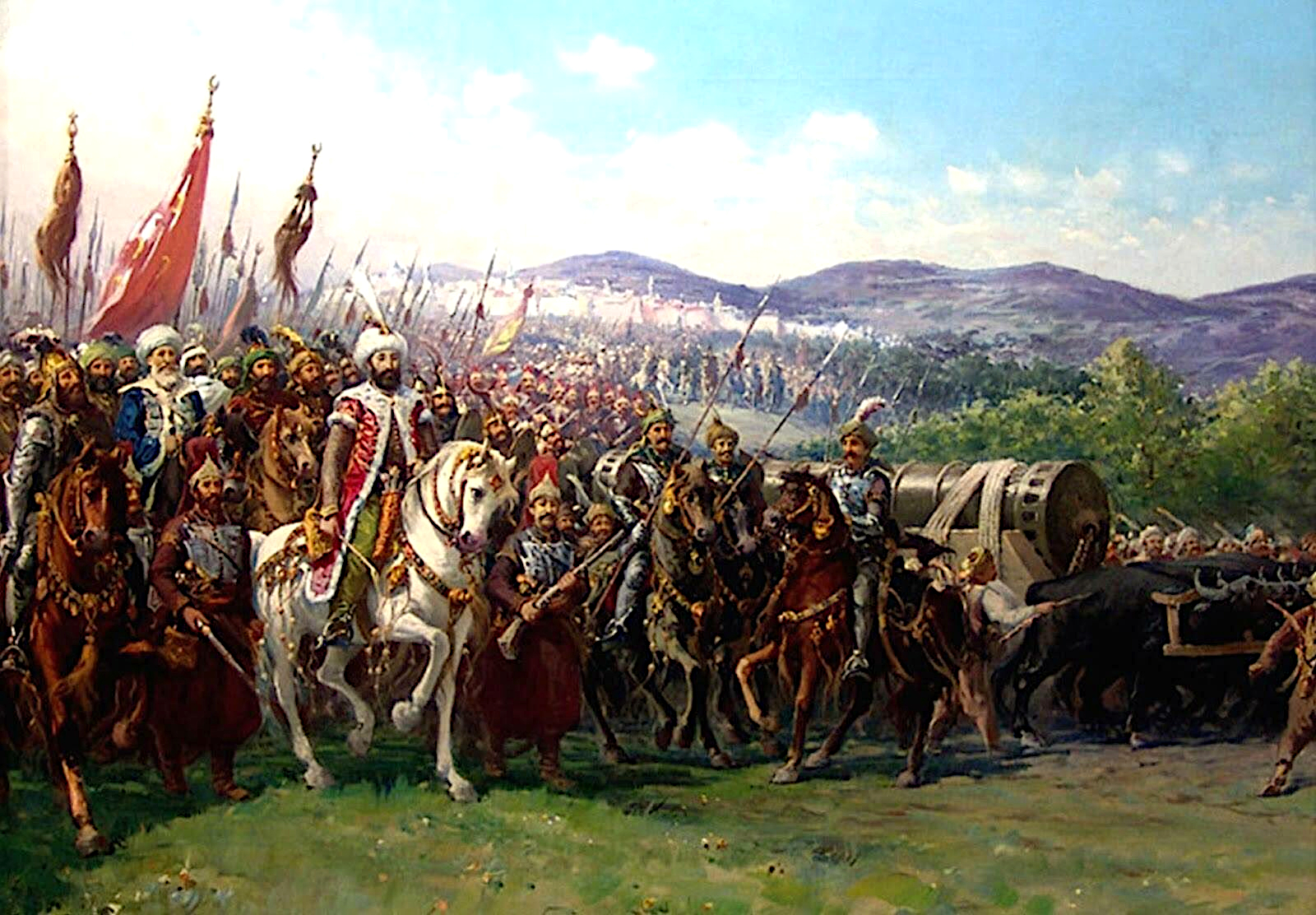
Mehmed II. v čele osmanského vojska, Fausto Zonaro
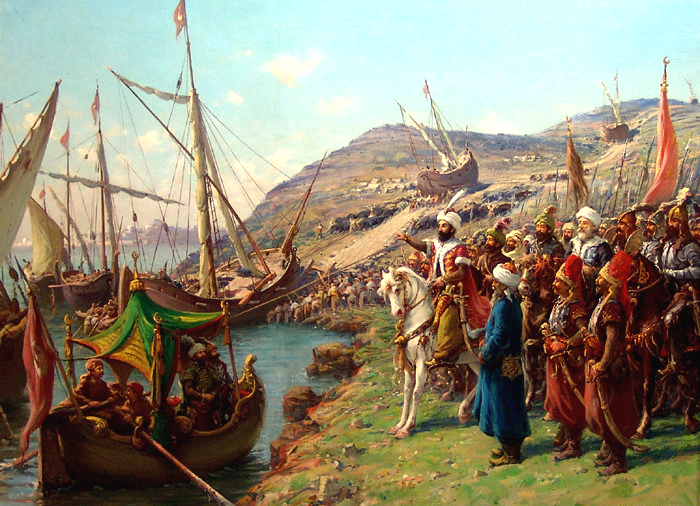
Přesun turecké flotily ke Zlatému rohu po souši, F. Zonaro
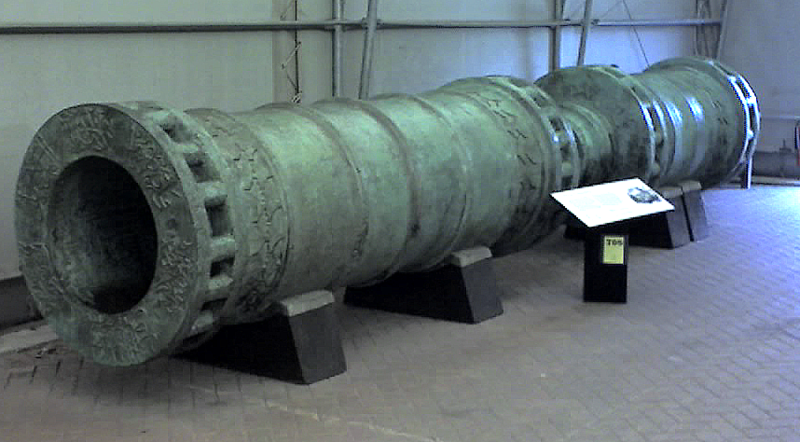
Turecký kanón z bronzu z Dardanel, 15. století (období shodné s dobou obléhání)
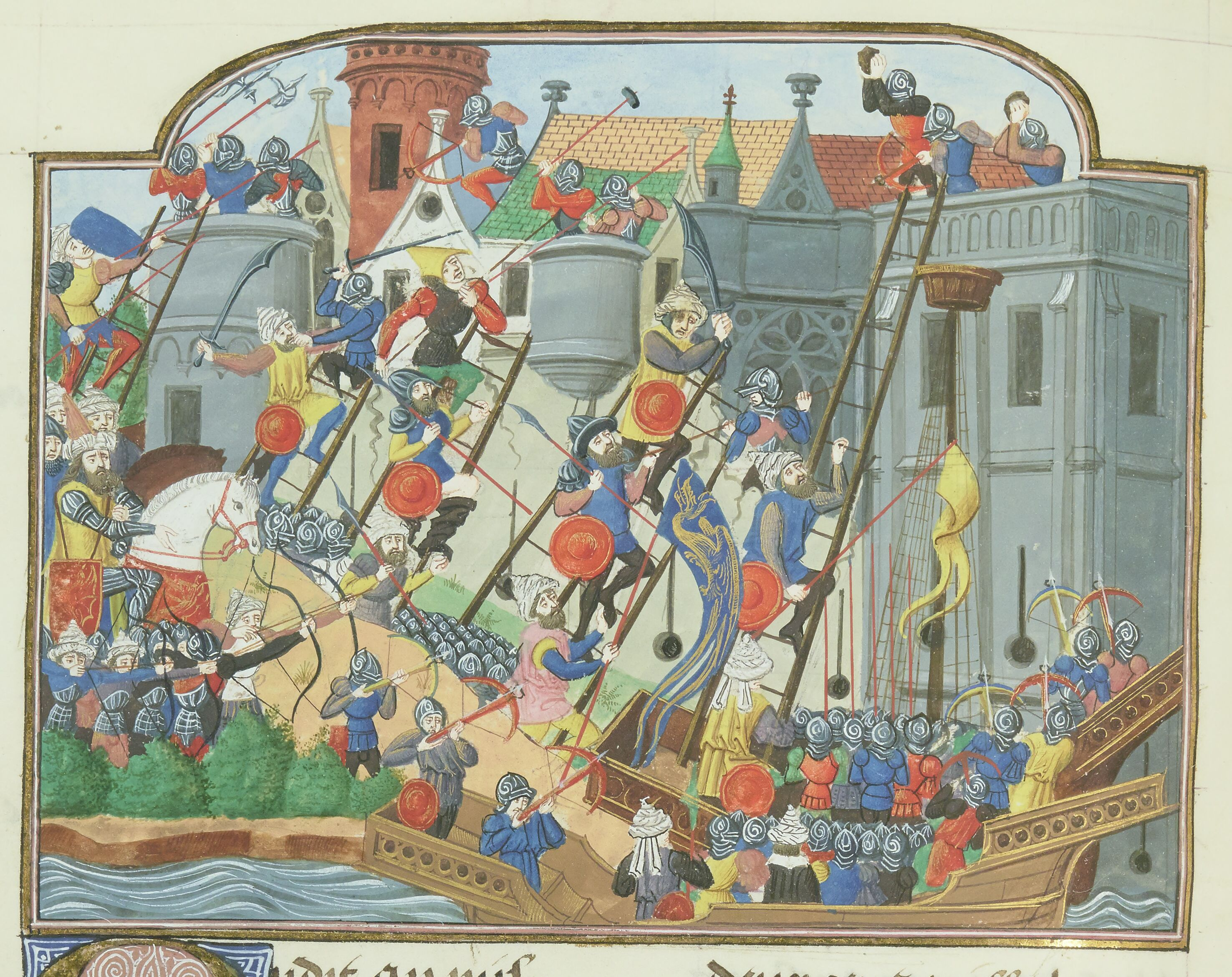
Obléhání Konstantinopole, iluminace vzniklá mezi lety 1470–1479, Kronika Karla VII.
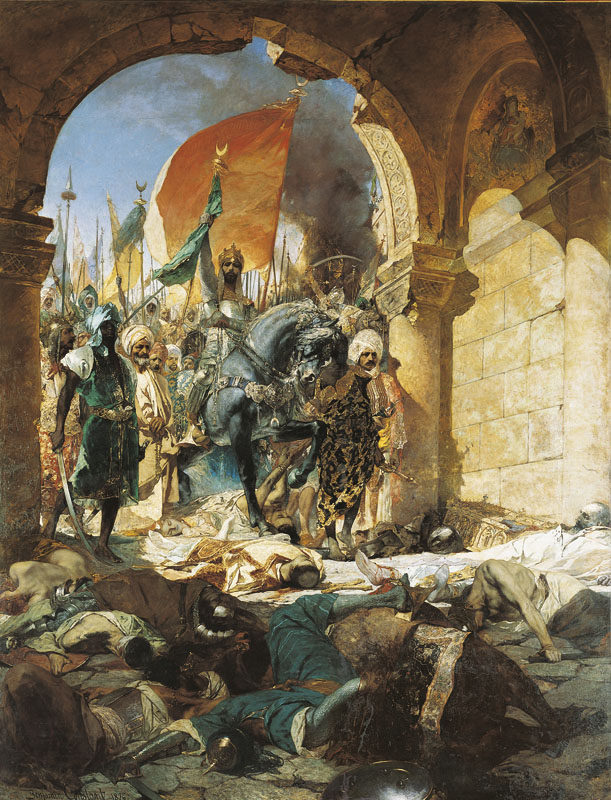
Vstup Mehmeda II. do Konstantinopole, Jean-Joseph Benjamin-Constant